# Bernhard Blaszkiewitz
Bernhard Blaszkiewitz (* 17. Februar 1954 in West-Berlin; † 16. Dezember 2021 in Berlin) war ein deutscher Biologe. Von 1991 bis 2014 war er Direktor des Tierparks Berlin und von 2007 bis 2014 in Personalunion zusätzlich Direktor des Zoologischen Gartens Berlin sowie des Aquariums Berlin.

## Leben

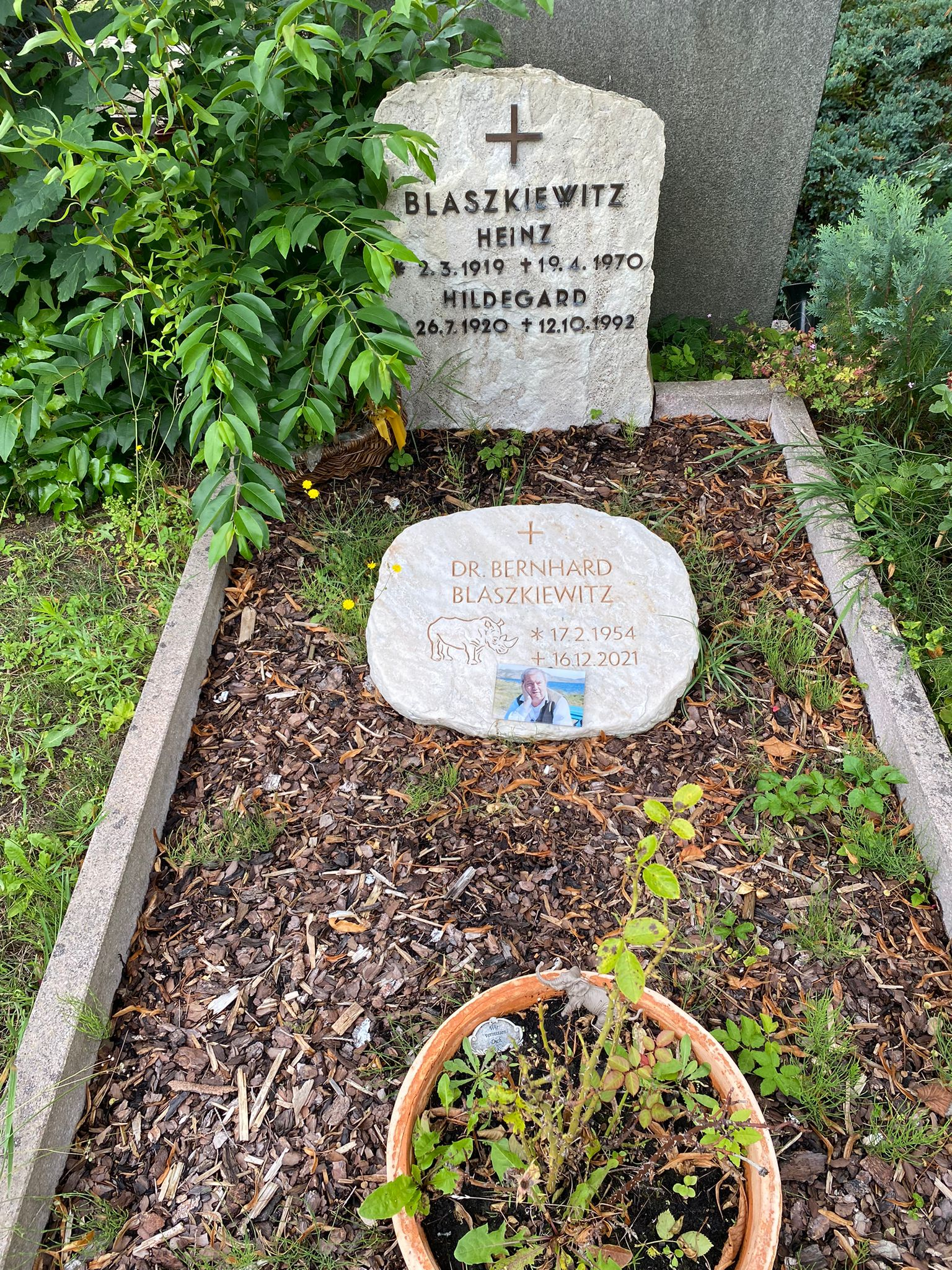
Grabstätte auf dem St. Matthias-Friedhof

Bernhard Blaszkiewitz studierte nach dem Abitur am Canisius-Kolleg Berlin an der Freien Universität Berlin Biologie. Von 1974 bis 1978 leistete er das Tierpflegervolontariat im Zoologischen Garten Berlin ab und 1978 schloss er sein Studium mit dem Diplom ab. 1979 war er Volontärassistent im Zoo in Frankfurt am Main und wechselte 1980 als Kurator an den Ruhr-Zoo Gelsenkirchen. 1984 wurde er Kurator am Zoologischen Garten Berlin. 1987 promovierte er zum Dr. rer. nat. an der Universität Kassel; 1991 wechselte er als Direktor an den Tierpark Berlin. Ab dem 31. Januar 2007 war er bis zum 31. März 2014 in Personalunion Direktor der beiden Hauptstadtzoos.
Ab 2008 wurden gegen Blaszkiewitz wiederholt Vorwürfe hinsichtlich seines Führungsstils und seines Umgangs mit Tieren erhoben. Im Juni 2009 wurde er von einem seiner Zootiere verletzt: Als er während einer Führung einem Schimpansen Futter durch die Gitterstäbe reichte, biss ihm der Affe den Zeigefinger seiner rechten Hand zum größten Teil ab. Am 29. Januar 2013 zog sich Blaszkiewitz bei einem Sturz während seines morgendlichen Rundgangs im Berliner Zoo einen Schädelbasisbruch zu, der sofort notoperiert wurde.
Im August 2013 wurde bekannt, dass Blaszkiewitz’ im Juni 2014 auslaufender Vertrag als Direktor von Tierpark und Zoo Berlin nach einer Entscheidung des Aufsichtsrats nicht verlängert wird, und am 19. September 2013 gab der Aufsichtsrat der Zoologischer Garten Berlin AG bekannt, dass Andreas Knieriem, der bisherige Direktor des Tierparks Hellabrunn in München, zum Nachfolger von Blaszkiewitz benannt worden sei.
Bernhard Blaszkiewitz engagierte sich für zahlreiche soziale Projekte und die Christen im Heiligen Land. 1998 wurde er vom Kardinal-Großmeister Giuseppe Kardinal Caprio zum Ritter des Ritterordens vom Heiligen Grab zu Jerusalem ernannt und am 9. Mai 1998 im Mainzer Dom durch Anton Schlembach, Großprior der deutschen Statthalterei, investiert. Blaszkiewitz wurde 2003 Leiter der Berliner Komturei des Ritterordens; im Jahr 2011 löste ihn der Historiker Michael F. Feldkamp in diesem Amt ab. Blaszkiewitz war Offizier des Päpstlichen Laienordens. Er war Mitglied im Deutschen Verein vom Heiligen Lande.
Auf dem St. Matthias-Friedhof erhielt Bernhard Blaszkiewitz seine letzte Ruhestätte.

## Schriften
- Elefanten in Berlin. Berlin, Lehmanns Media 2008, ISBN 978-3-86541-223-2
- Knautschke, Knut & Co. Berlin, Lehmanns Media 2009, ISBN 978-3-86541-264-5
- Mit Oma Charlotte durch den Zoo Berlin. Berlin, Lehmanns Media 2009, ISBN 978-3-86541-278-2
- Mit Oma Charlotte durch den Tierpark Berlin. Berlin, Lehmanns Media 2010, ISBN 978-3-86541-344-4
- Ein Zoodirektor auf Reisen. Meine Lieblingszoos rund um die Welt. Berlin, Lehmanns Media 2011, ISBN 978-3-86541-400-7
- Picassofisch und Kompassqualle. 100 Jahre Zoo-Aquarium Berlin. Berlin, Lehmanns Media 2013, ISBN 978-3-86541-508-0
- Mit Oma Charlotte durch das Zoo-Aquarium Berlin. Berlin, Lehmanns Media 2013, ISBN 978-3-86541-543-1

Zwischen 1978 und 2021 veröffentlichte Bernhard Blaszkiewitz 658 wissenschaftliche Arbeiten.